# Oasis (Gackt-dal)
Az Oasis Gackt japán énekes kislemeze, mely 2000. február 16-án jelent meg a Nippon Crown kiadónál. Hetedik helyezett volt az Oricon heti slágerlistáján és hat hétig szerepelt rajta. Gackt hetedik legtöbbet eladott kislemeze, 126 280 példánnyal. 2003-ban az Oasis című dal a Sin Hokuto no ken című animációs film záródala volt, ennek alkalmából újra megjelent a Lu:na/Oasis című kislemezen.

## Számlista
| #  | Cím                             | Hossz |
| -- | ------------------------------- | ----- |
| 1. | Oasis                           | 4:44  |
| 2. | Uncertain Memory                | 5:01  |
| 3. | Oasis (Instrumental)            | 4:43  |
| 4. | Uncertain Memory (Instrumental) | 4:54  |